# Popești, Cluj
Popești, mai demult Potfalău, (în maghiară Nádaspapfalva, în germană Pfaffendorf) este un sat în comuna Baciu din județul Cluj, Transilvania, România.

## Date geografice
Altitudinea medie: 521 m.

## Istoric
În secolul al XIII-lea numită Bolgar.
În anul 1284 se găsea în posesia canonicului din Weissenburg (Alba Iulia) Benediktus (dată de la care satul s-a numit Pfaffendorf).
În anul 1492 este amintită biserica „St. Andreas” („Sf. Andrei”).
În secolul al XVI-lea intră în posesia familiei nobiliare românești Blasius (Blasiu) Havasalyi, fiul domnitorului român Vlad al VI-lea Înecatul.

## Obiective turistice

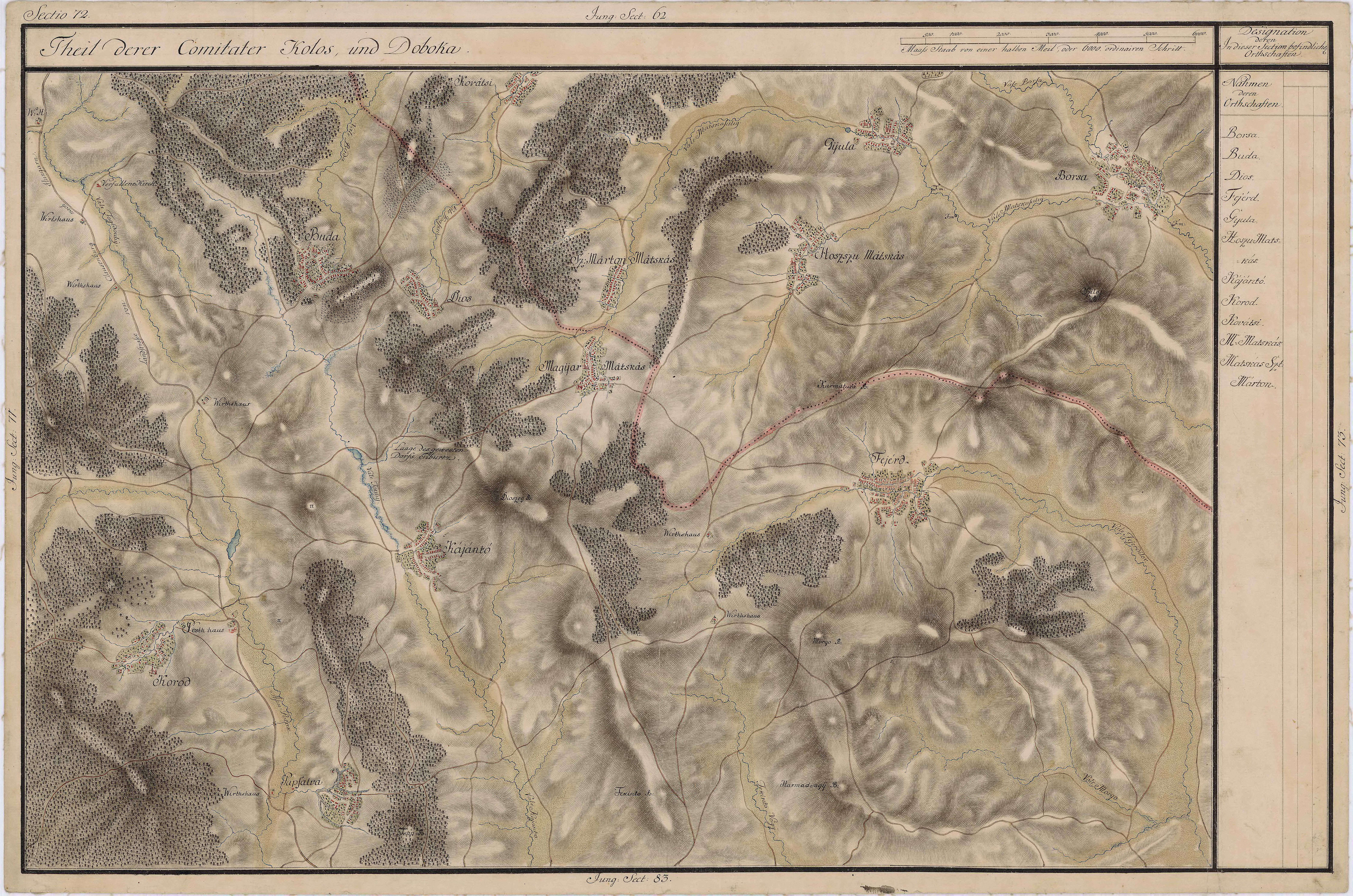
Popești pe Harta Iosefină a Transilvaniei, 1769-1773

- Conacul Bornemisza-Matskassy.

## Imagini

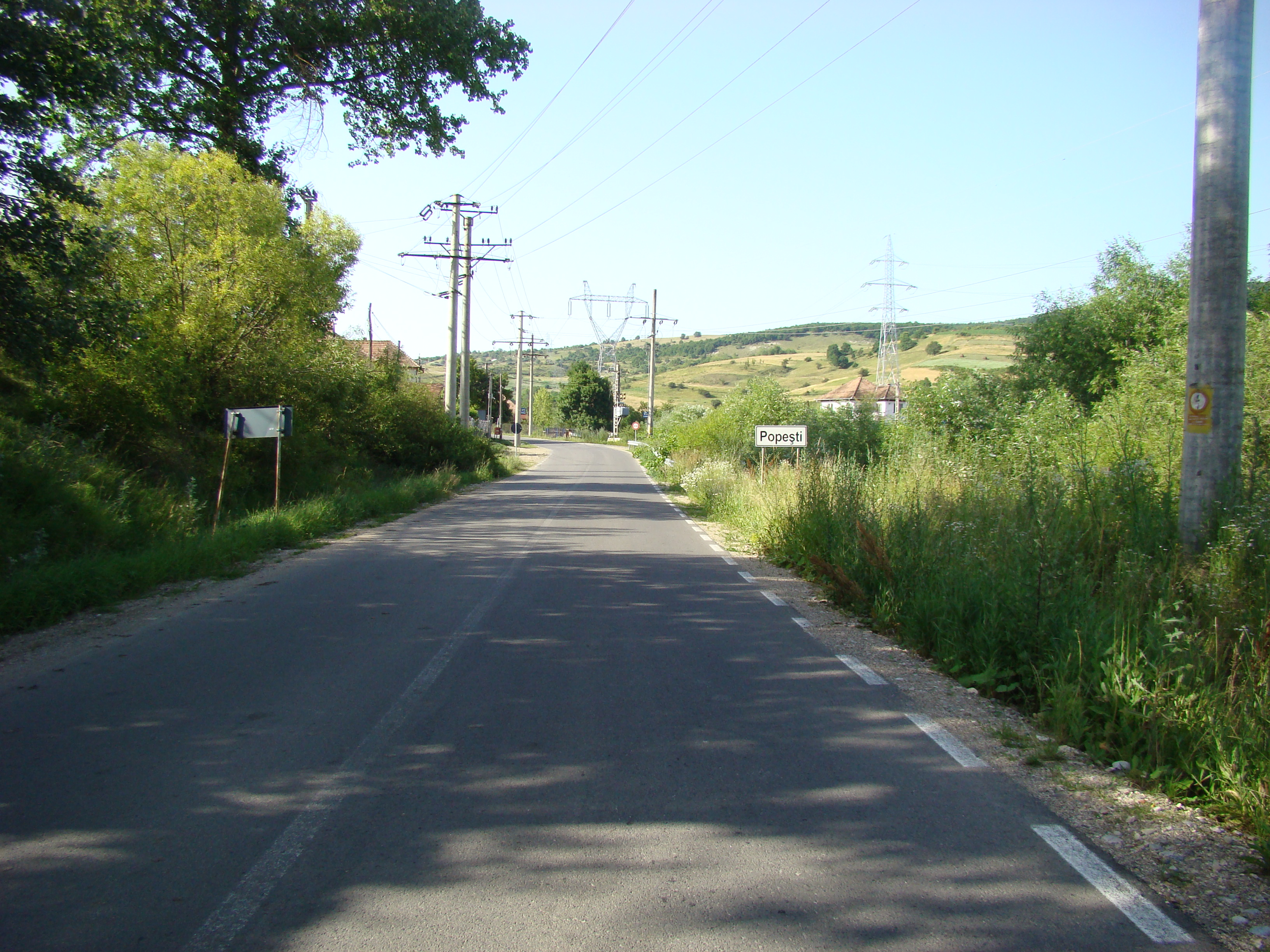
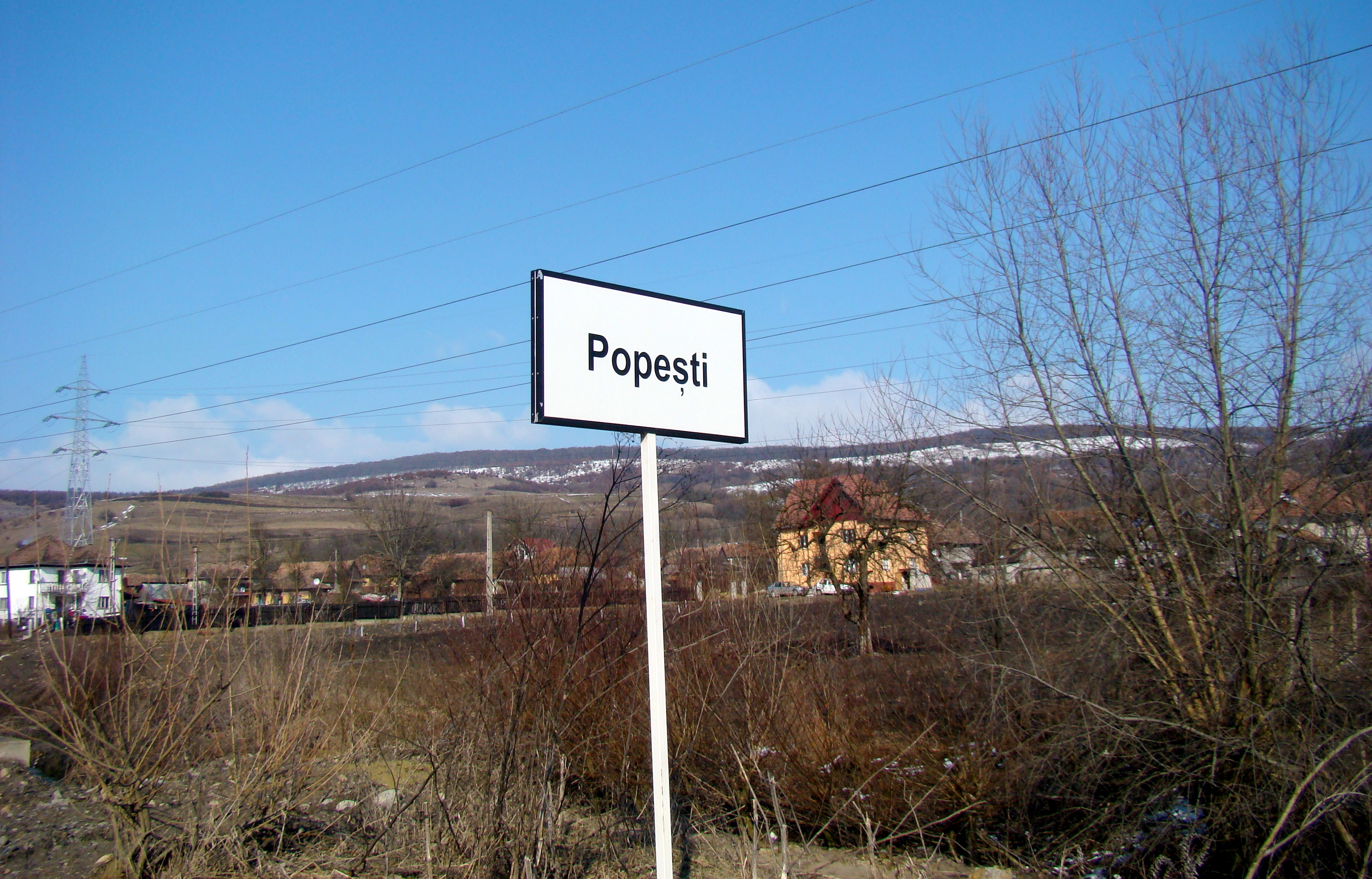
Intrarea în localitate
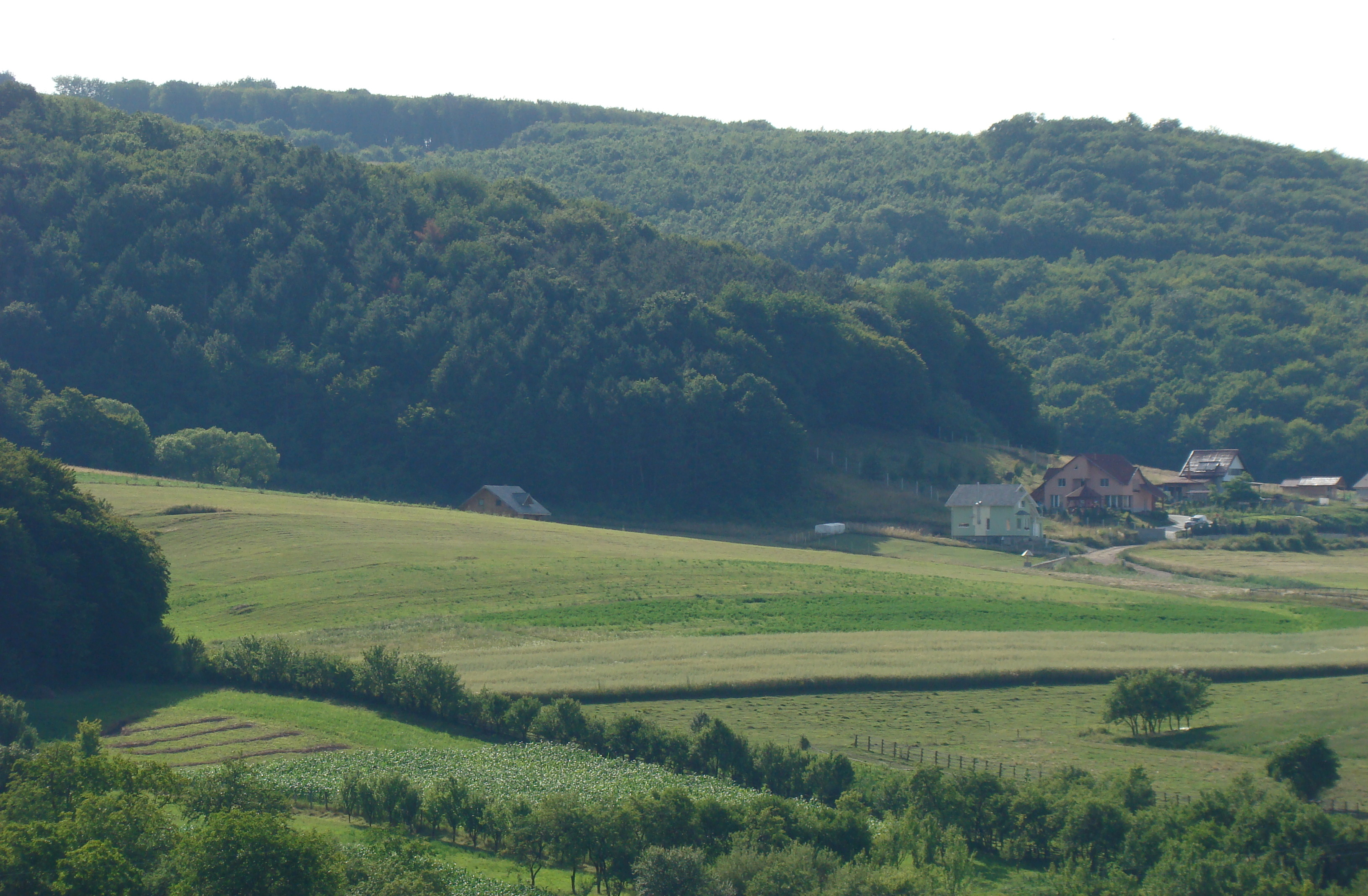
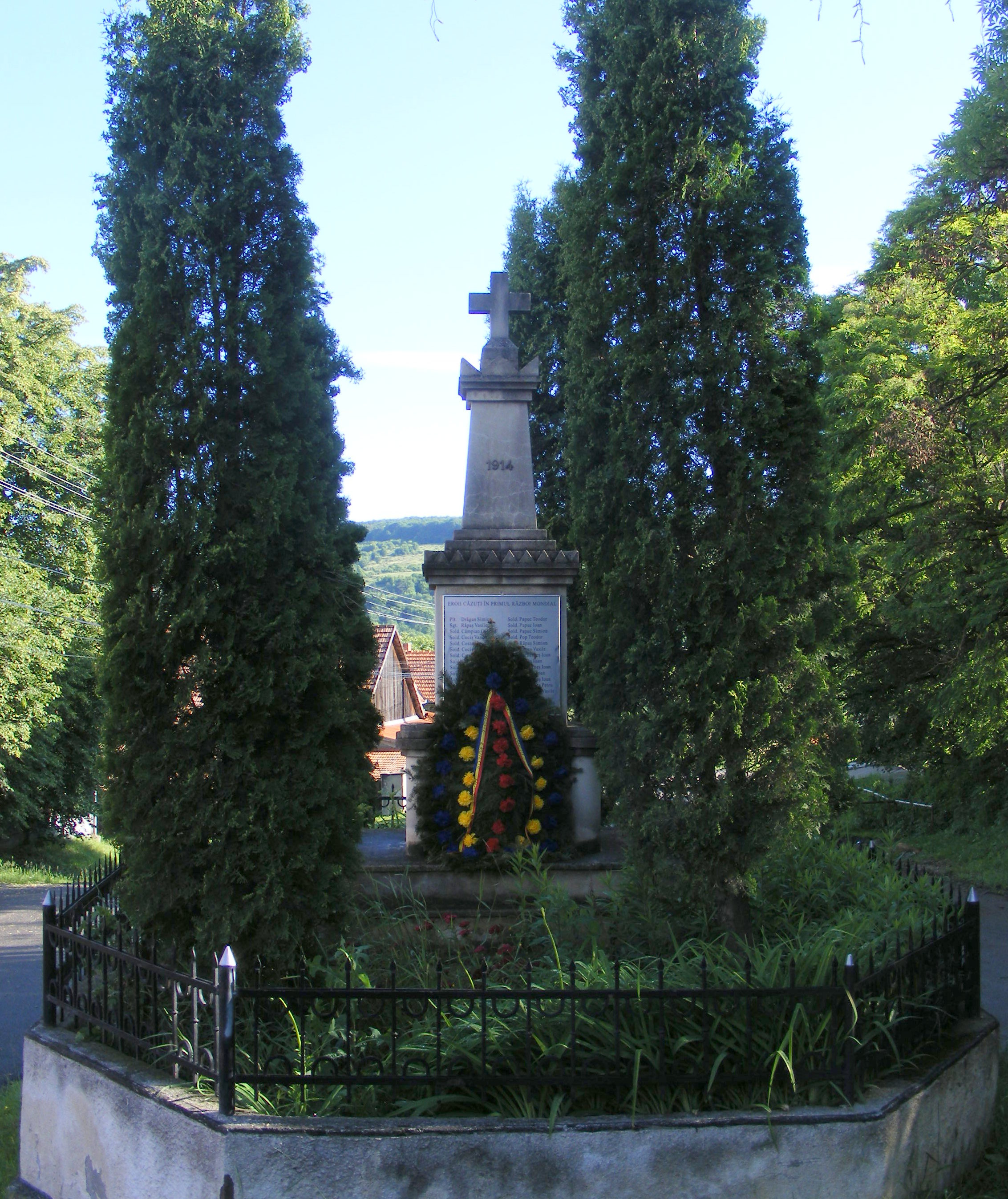
Monumentul Eroilor
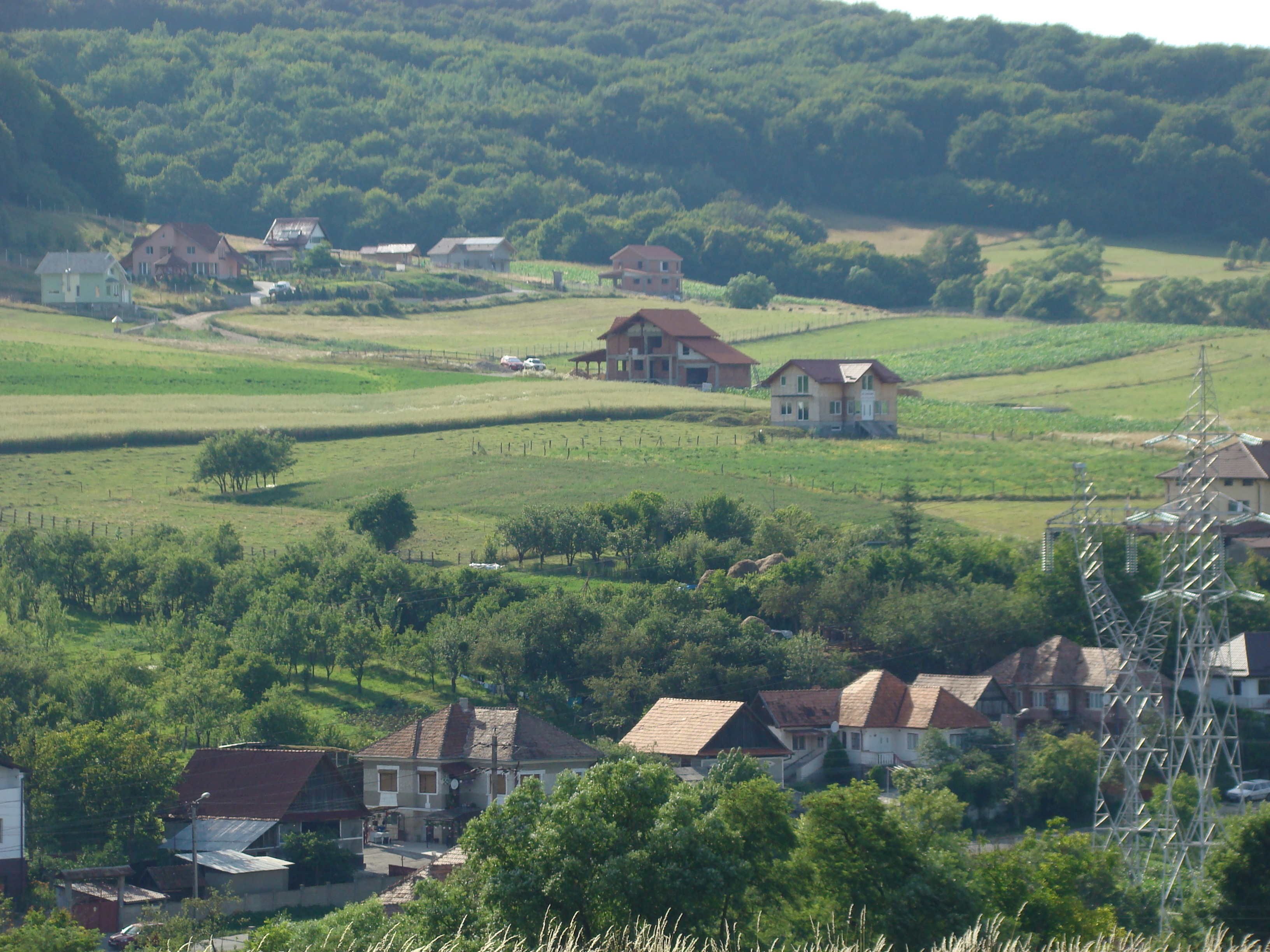
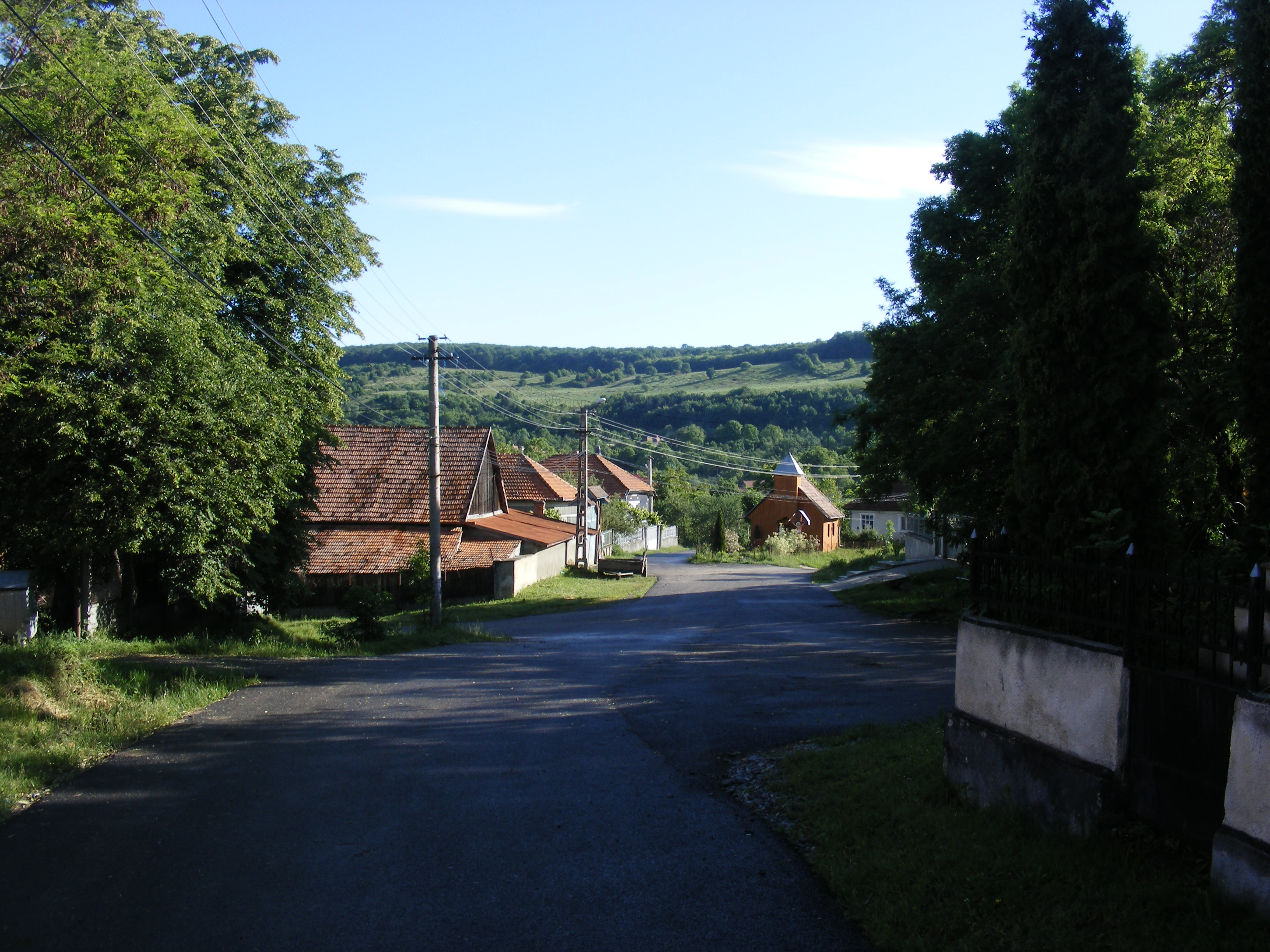
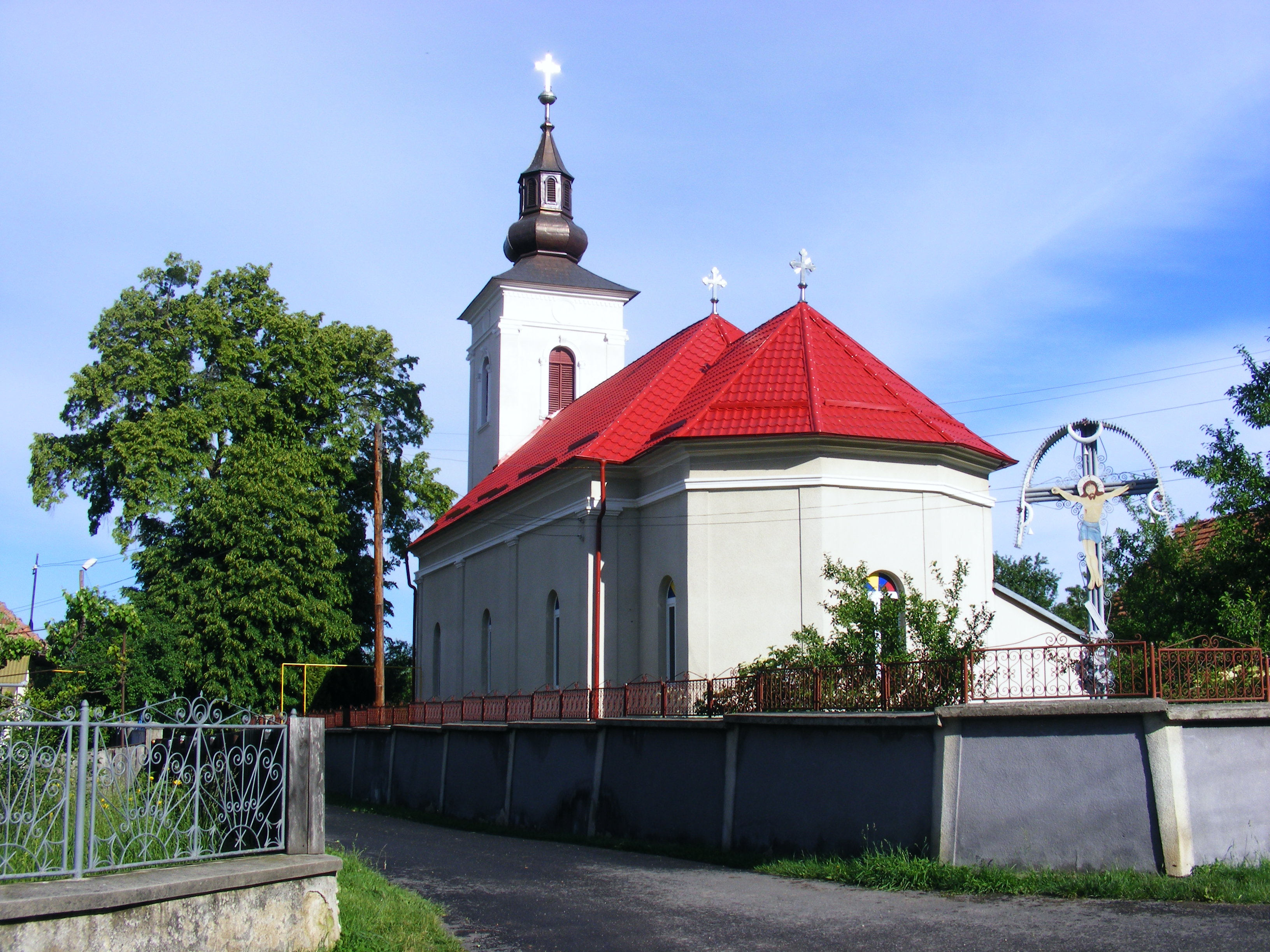
Biserica ortodoxă
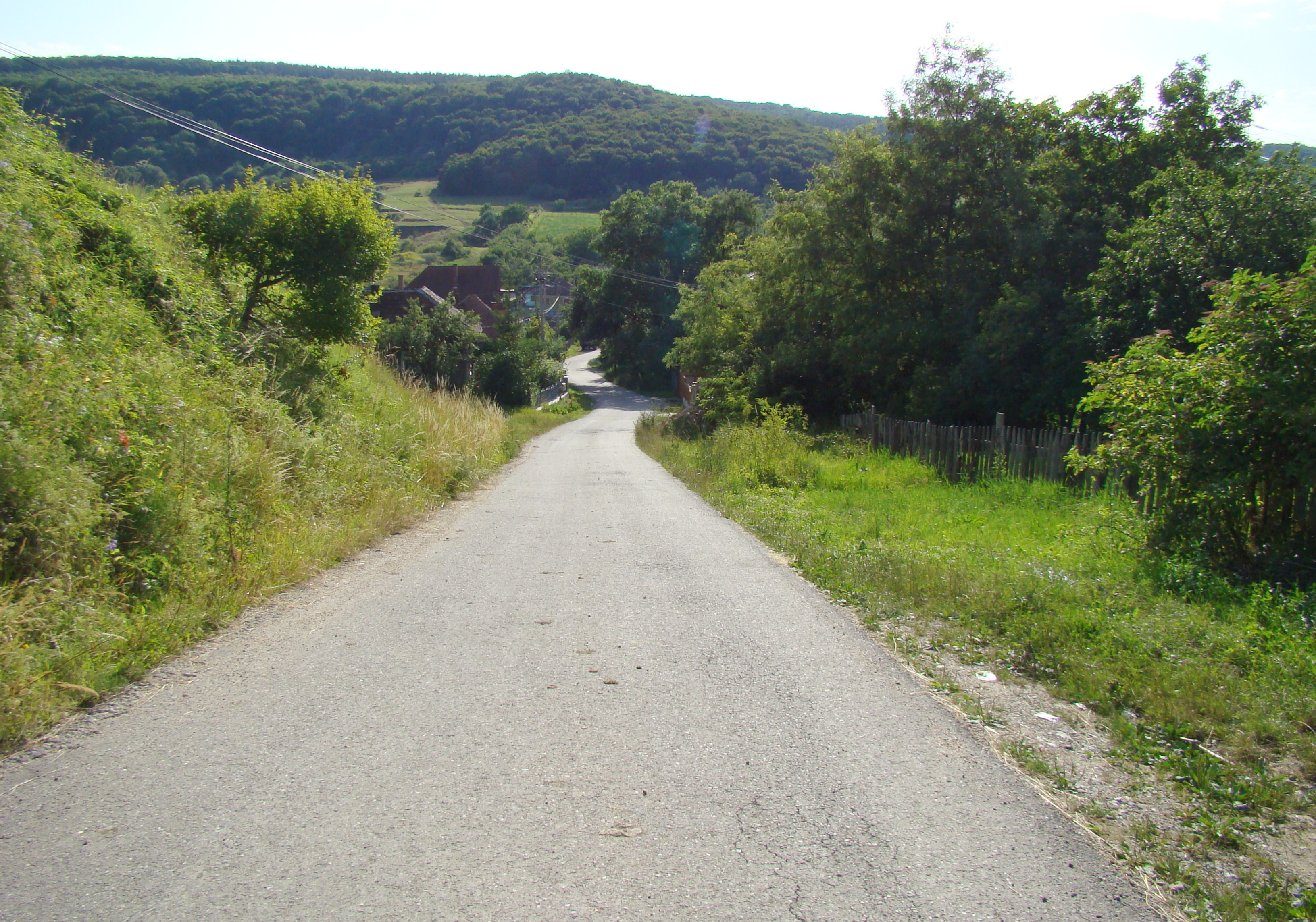